# Butxú
El butxú (Agathosma betulina del grec agathos, bo i osme, olor; anteriorment molt citada com Barosma betulina), és una planta amb flor de la família de les rutàcies,nativa de la part baixa de les muntanyes de l'oest de Sud-àfrica, on creix prop de rierols en hàbitats més o menys humits. És coneguda al seu país amb el nom comú de buchú i ha estat històricament utilitzat, sobretot, com a antisèptic de les vies urinàries i també com a saboritzant.

## Morfologia
És un petit arbust perenne que pot créixer fins a 2 m d'alçada. Les tiges són aspres de color vermellós i de consistència llenyosa. La rel és fasciculada. Les fulles són petites, oposades o alternades, arrodonides, sèssils, subsèssils o amb pecíol molt curt i tenen al voltant de 20 mm de llarg i d'ampla. Tenen forma ovalada amb el marge dentat i són glabres o glabrescents. Tenen una textura coriàcia. El periant està compost per un calze amb 5 sèpals i una corol·la amb 5 pètals blancs o rosa pàl·lid. L'androceu està constituït per estams monadelfs, opositisèpals i alterni-pètals. El gineceu és pluricarpel·lar apocàrpic. El fruit és una càpsula composta per cinc carpels cadascun dels quals contenen una sola llavor ovalada i negra. La part de la planta utilitzada per les seves propietats medicinals són les fulles.

## Ecologia
Creix preferentment en muntanyes exposades al sol, en terrenys pobres i sorrencs de la part occidental de la província del Cap, en les zones de nuewoudtville, Piketberg i Tulbagh. També la podem trobar creixent a Sud-amèrica.

## Farmacologia
Tot i que en el seu hàbitat natural són força abundants, aquestes plantes silvestres pateixen de sobreexplotació i, per aquest motiu, cada vegada se'n fan més cultius. Contenen olis essencials i l'extracte de les fulles es fa servir com a saboritzant de tes, dolços, licors i un brandi conegut com a buchu a Sud-àfrica. Els dos principals olis d'A. betulina són la isomentona i el diosfenol amb un sabor que recorda la grosella negra. Històricament ha estat utilitzat com un medicament antisèptic per al sistema urinari i ferides.

### Composició química
- Oli essencial (1-2%). S'obté per destil·lació de les fulles, tiges i flors.
- Els compostos que caracteritzen l'olor d'aquest oli essencial són dos terpenoides: el trans-para-mentan-8-tiol-3-ona i del seu derivat S-acetat.
- El component principal de l'oli és el diosferol o "alcanfor del butxú".
- També conté diosfenol, limoneno, pulegona, isomentona, mucílags, tanins i vitamines del grup B.
- Flavonoides. Hesperidina, diosmina i rutina.

### Usos medicinals
S'utilitza especialment en els següents casos:
- Pielonefritis (inflamació de la pelvis renal i del ronyó)
- Cistitis (inflamació de la bufeta urinària) : alleugereix el dolor que es produeix a l'orinar.
- Uretritis (inflamació de la uretra): regenera la mucosa urinària i fa desaparèixer les molèsties.
- Insuficiència venosa perifèrica: varius, hemorroides, fragilitat capil·lar.
- Estats en els quals calgui un augment de la diüresi: oligúria, urolitiasis, gota, hipertensió arterial, etc.

### Accions farmacològiques / propietats
L'oli essencial és responsable de l'activitat antisèptica, especialment sobre les vies urinàries i el tracte respiratori. El diosfenol té activitat diürètica juntament amb els flavonoides, que també actuen com antiinflamatoris.

### Posologia
S'utilitza la droga polvoritzada, en infusions o decoccions, extracte fluid o sec i tintures.
- Droga polvoritzada: 0.5-1.5g/24hores.
- Infusió: 1g/150 ml/8 hores.
- Extracte fluid: 1g/ml: 0.3-1.2/8 hores.
- Tintura: 1g/5ml: 2-4ml/8 hores.

### Reaccions adverses
No s'han descrit reaccions adverses a les dosis terapèutiques recomanades. En tractaments crònics o a altes dosis es poden produir reaccions adverses:
- Genitourinaries. En rares ocasions, l'oli essencial de butxú pot produir irritació de la pelvis renal, que pot cursar amb nefritis intersticial, clomerulonefritis aguda, pielonefritis aguda, hematúria.

### Precaucions
- Insuficiència cardíaca. Pel seu efecte diürètic pot produir un desequilibri hidroelèctric que pot empitjorar el quadre clínic.
- Insuficiència renal. Aquest medicament pot empitjorar la funcionalitat renal.

### Embaràs
No s'han realitzat assajos clínics en éssers humans. Només es fa servir en absència d'altres alternatives terapèutiques.

### Lactància
S'ignora si els components d'aquest medicament són excretats amb la llet materna, i si això pogués afectar el nen. Es recomana suspendre la lactància o evitar administrar el medicament.

### Toxicitat
Dosis majors de les indicades poden causar irritació de les vies urinàries. També s'ha de tenir en compte el contingut alcohòlic de l'extracte fluid, la tintura i el xarop. Un abús d'aquesta planta podria causar una descompensació tensional degut als diürètics. A més s'ha de tenir en compte que Barosma betulina té un contingut particularment alt de pulegona, una ketona tòxica.

## Ús històric i tradicional
El butxú és una planta que traddicionalment va ser utilitzada per la tribu dels Hotentotes. Ells la feien servir molt de temps abans de l'arribada dels blancs. Es distingeixen tres espècies d'aquesta planta: Agathosma betulina, Agathosma cremulata i Agathosma serratifolia, encara que la tribu africana les anomena a les tres pel nom genèric de Bucku, i a més d'utilitzar-la medicinalment, la fan servir per perfumar els seus cossos i com a saboritzant. Aquesta planta està protegida des de principis de segle pel govern de Sud Àfrica i només es pot recol·lectar en petites quantitats i prèvia concessió d'una llicència.
Avui dia la demanda de butxú per part del mercat nord-americà és molt elevada (1.3-1.6 milions de dòlars/any) i excedeix de molt la capacitat de la producció sostenible. Aquesta situació porta a la recol·lecta incontrolada, furts desconsiderats de les plantes en la selva i dels cultius.